# Naomi Wolf
Naomi Wolf (San Francisco, 12 de novembro de 1962) é uma jornalista e escritora feminista estadunidense. Ela é mais conhecida pelo seu livro best-seller O Mito da Beleza, que aborda a beleza como uma exigência social que recai sobre as mulheres e é considerado uma referência para o movimento feminista da década de 1990 e foi citado pelo jornal The New York Times como um dos livros mais importantes do século XXI. Além de seus livros, ela escreveu artigos para os jornais The New Republic, The Wall Street Journal, Glamour e The New York Times.

## Biografia
Naomi tem ascendência judia e é filha dos também escritores, Deborah Goleman, antropóloga e autora de The Lesbian Community e Leonard Wolf.
É graduada em artes, pela Universidade de Yale.
Seu livro O Mito da Beleza, publicado em 1991, se tornou uma referência da terceira onda do feminismo ao analisar como a exigência de as mulheres se adequarem a um ideal de beleza feminina dificulta a ascensão das mulheres ao poder político e social.
Na sua última visita ao Brasil, em 2013, ela visitou a exibição de um programa sobre a falta de liberdade de imprensa na durante a ditadura militar , o que a inspirou a escrever um livro sobre ditadores, Fim da América, e sobre como a ausência da democracia não dá espaço para o feminismo na sociedade. No mesmo ano, a autora visitou a ilha da Madeira e falou no Teatro Municipal Baltazar Dias na abertura do Festival Literário da Madeira.

## Livros seleccionados
(título original)
- 1990- The Beauty Myth: How Images of Beauty Are Used Against Women
- 1994- Fire with Fire
- 1998- Promiscuities: The Secret Struggle for Womanhood (or a Secret History of Female Desire)
- 2001- Misconceptions
- 2005- The Treehouse
- 2007- The End of America: A Letter of Warning to a Young Patriot
- 2008- Give Me Liberty: A Handbook for American Revolutionaries
- 2012 - Vagina: A New Biography

### Publicações no Brasil
Seus livros publicados no Brasil são:
- O Mito da Beleza (Ed. Rocco)
- Fogo com Fogo (Ed. Rocco)
- Promiscuidades: a Luta Secreta para Ser Mulher (Ed. Rocco)
- Vagina: Uma Biografia (Ed. Geração Editorial)